# 23248 Бачелор
23248 Бачелор (23248 Batchelor) — астероїд головного поясу, відкритий 25 листопада 2000 року.
Тіссеранів параметр щодо Юпітера — 3,422.